# Huun-Huur-Tu

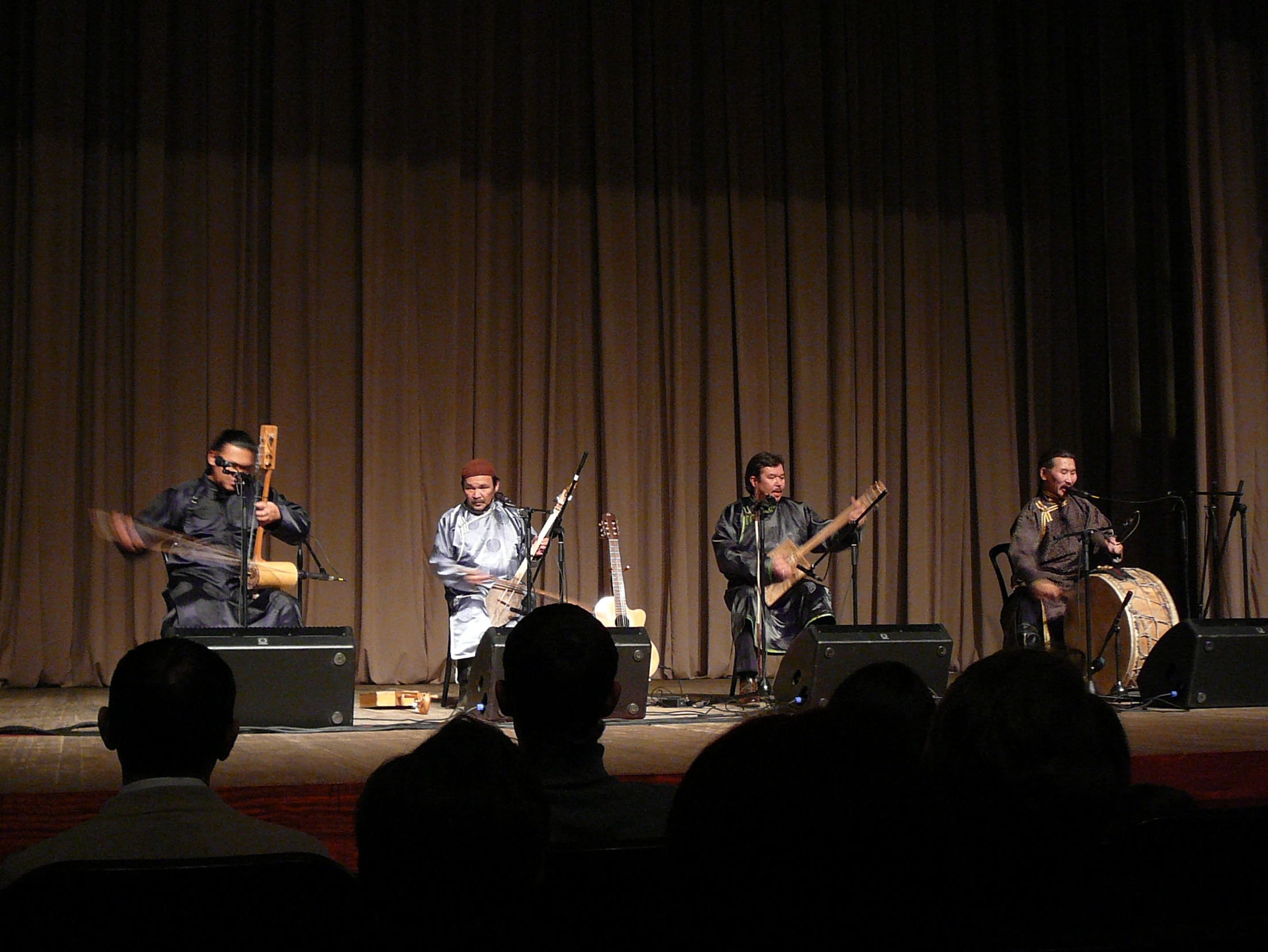
Huun-Huur-Tu.

Huun-Huur-Tu (en idioma tuvano Хуун-Хуур-Ту, Хүн Хүртү o Khün Khürtü) es un grupo musical originario de Tuvá,  república rusa situada al sur de Siberia, en la frontera noroeste con Mongolia.
Interpretan canciones tradicionales mongolas, utilizando instrumentos como el morin juur y un tipo de canto difónico, el xöömej, ambos incluidos en el Patrimonio Oral e Intangible de la Humanidad, de la UNESCO. El grupo está formado por Kaigal-ool Khovalyg, Sayan Bapa, Radik Tyulyush y Alexei Saryglar.

## Origen del nombre del grupo
Cita de François Bensignor.

Dans la langue de Touva, l'expression "huun huur tu" désigne cet étrange phénomène de diffraction de la lumière qui se produit sur la steppe au moment où le soleil se lève ou se couche. En cet instant magique, on dirait que la terre toute entière rayonne d'une lueur sans âge émanant des herbes et des pierres. Il existe un parallèle entre ce phénomène lumineux et la dissociation des harmoniques de la voix produite par les techniques du chant "khöömii" (...).

En la lengua de Tuvá la expresión "huun huur tu" designa un extraño fenómeno de difracción de la luz que se produce en la estepa en el momento en el que el sol aparece o en el que se oculta. En ese instante mágico, parece como si toda la tierra brillara con un resplandor intemporal que emanase de la hierba y de las piedras. Hay un paralelismo entre ese fenómeno luminoso y la disociación de armónicos de la voz producida por las técnicas del canto "khöömii" (...).

## Carrera artística

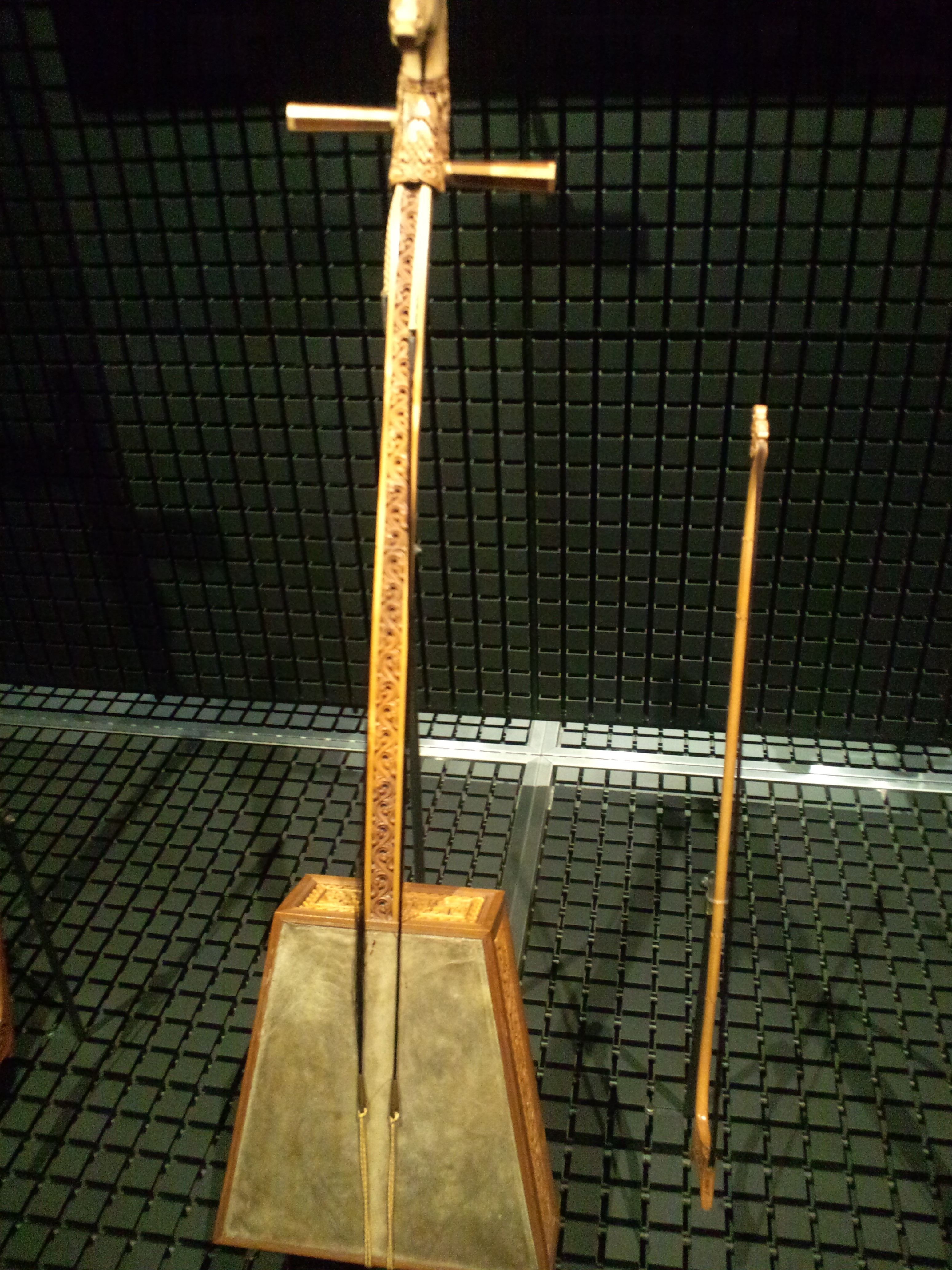
Un morin juur.

El cuarteto fue fundado en 1992 por Kaigal-ool Khovalyg, los hermanos Alexander Bapa y Sayan Bapa, y Albert Kuvezin. 
Al poco tiempo adoptaron el nombre de Huun-Huur-Tu. 
Su primer álbum fue 60 Horses in My Herd, en 1993. Después de la grabación del disco, Kuvezin abandonò el grupo. Su sustituto fue Anatoli Kuular. 
La nueva formación grabó el disco The Orphan's Lament (1994).
En 1995, Alexander Bapa, que había producido los dos primeros álbumes, abandonò el cuarteto para consagrarse a su carrera de productor, ocupando su puesto Alexei Saryglar, que formaba parte de la orquesta nacional rusa Siberian Souvenir. 
En su tercer disco, If I'd Been Born An Eagle (1997), junto con temas tradicionales, interpretan algunas canciones tuvanas contemporáneas.
A principios de 1999, el grupo publicó el disco Where Young Grass Grows.  
En 2001 el cuarteto grabó su primer álbum en concierto. 
En 2003, Kuular abandonó el grupo y su puesto fue ocupado por Andrey Mongush, profesor de música tradicional mongola.

Lanzamientos en solitario:
- 60 Horses In My Herd (1993)
- The Orphan's Lament (1994)
- If I'd Been Born An Eagle (1997)
- Where Young Grass Grows (1999)
- Live 1 [también conocido como  Best * Live] (2001)
- Live 2 (2001)
- More Live (2003)
- Live at Fantasy Studios (2008)†
- Ancestors Call (2010)

Con The Bulgarian Voices - Angelite & Sergey Starostin:
*Fly, Fly My Sadness (1996)
Con The Bulgarian Voices - Angelite & Moscow Art Trio:
- Mountain Tale (1998)
- Legend (2010)

Con varios artistas electrónicos (remixes):
- Spirits from Tuva (2002 & 2003)

Con Malerija  (álbum remix):
- huun huur tu malerija (2002)

Con Samsonov:
*Altai Sayan Tandy-Uula (2004)

Con Sainkho Namtchylak:
- Mother-Earth! Father-Sky! (2008)

Con Carmen Rizzo:
- Eternal (2009)

Con Vladimir Martynov (orquesta de cámara Opus Posth, Mikhail Stepanitch y coro Mlada):
*Children of the otter (2009)

Colaboraciones:
Con Marcel Vanthilt:
- I Shoot Dikke Jo single (1995)

Con Kronos Quartet:
- Early Music (Lachrymae Antiquae) (1997)

18."Uleg-Khem"    Trad. Tuvan arr. Steve Mackey  (3:15)

Con Hazmat Modine:
- Bahamut (2007)

2.  "It Calls Me" (Featuring Huun-Huur-Tu)	Schuman	(3:10)
8.  "Everybody Loves You" (Featuring Huun-Huur-Tu)	Schuman	(6:16)
14.  "Man Trouble" (Featuring Huun-Huur-Tu)	Jaybird Coleman / Traditional	(11:11)
Con Ross Daly:
- The White Dragon (2008)(directo)

† Live at Fantasy Studios estuvo disponible inicialmente sólo como un pódcast en línea. Ahora la grabación de video está disponible para descargar en varios sitios. El setlist incluye varias grapas, como "Chiraa-Khoor", "Konggurey", "Ösküs Bodum (El lamento de los huérfanos)" y "Aa-Shuu-Dekei-Oo".